# Dilophus castanipes
Dilophus castanipes är en tvåvingeart som först beskrevs av Jacques-Marie-Frangile Bigot 1888.  Dilophus castanipes ingår i släktet Dilophus och familjen hårmyggor. Inga underarter finns listade i Catalogue of Life.